# Знайомий (Цілком таємно)
Знайомий (англ. Familiar) — 8-й епізод одинадцятого сезону серіалу «Цілком таємно». Прем'єра в мережі «Фокс» відбулася 7 березня 2018 року. Під час початкового ефіру в США його переглянули 3.23 мільйона глядачів.

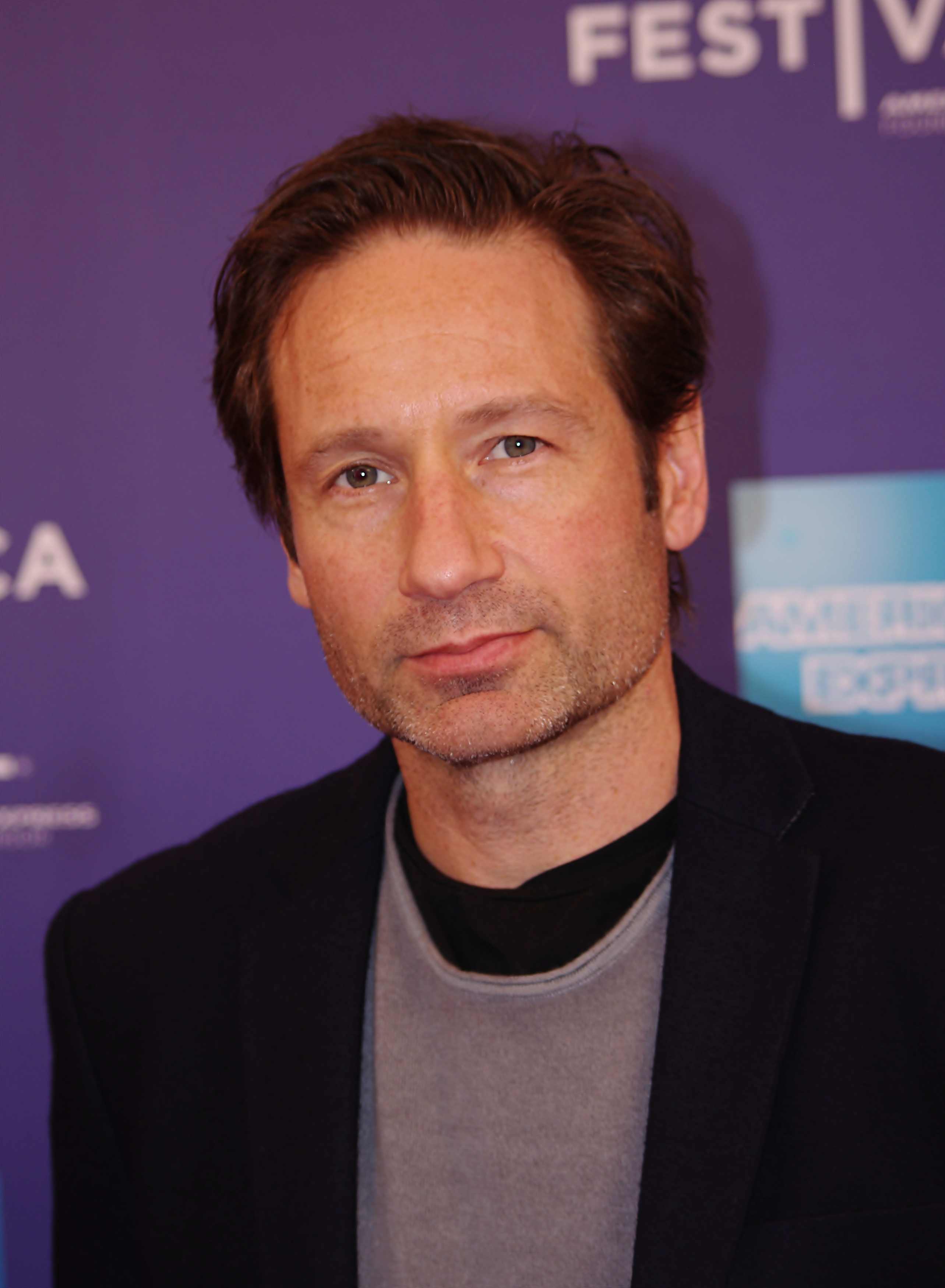

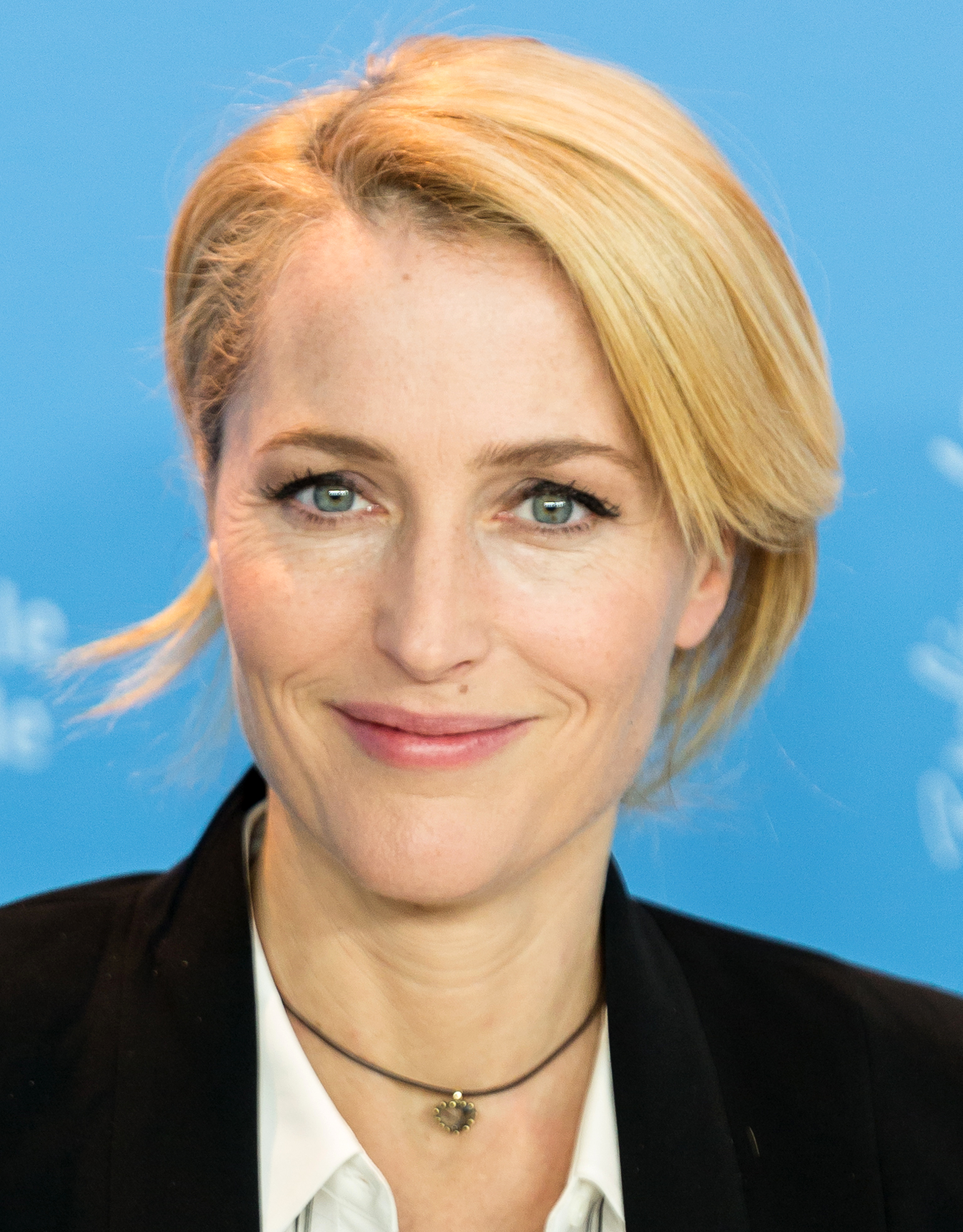

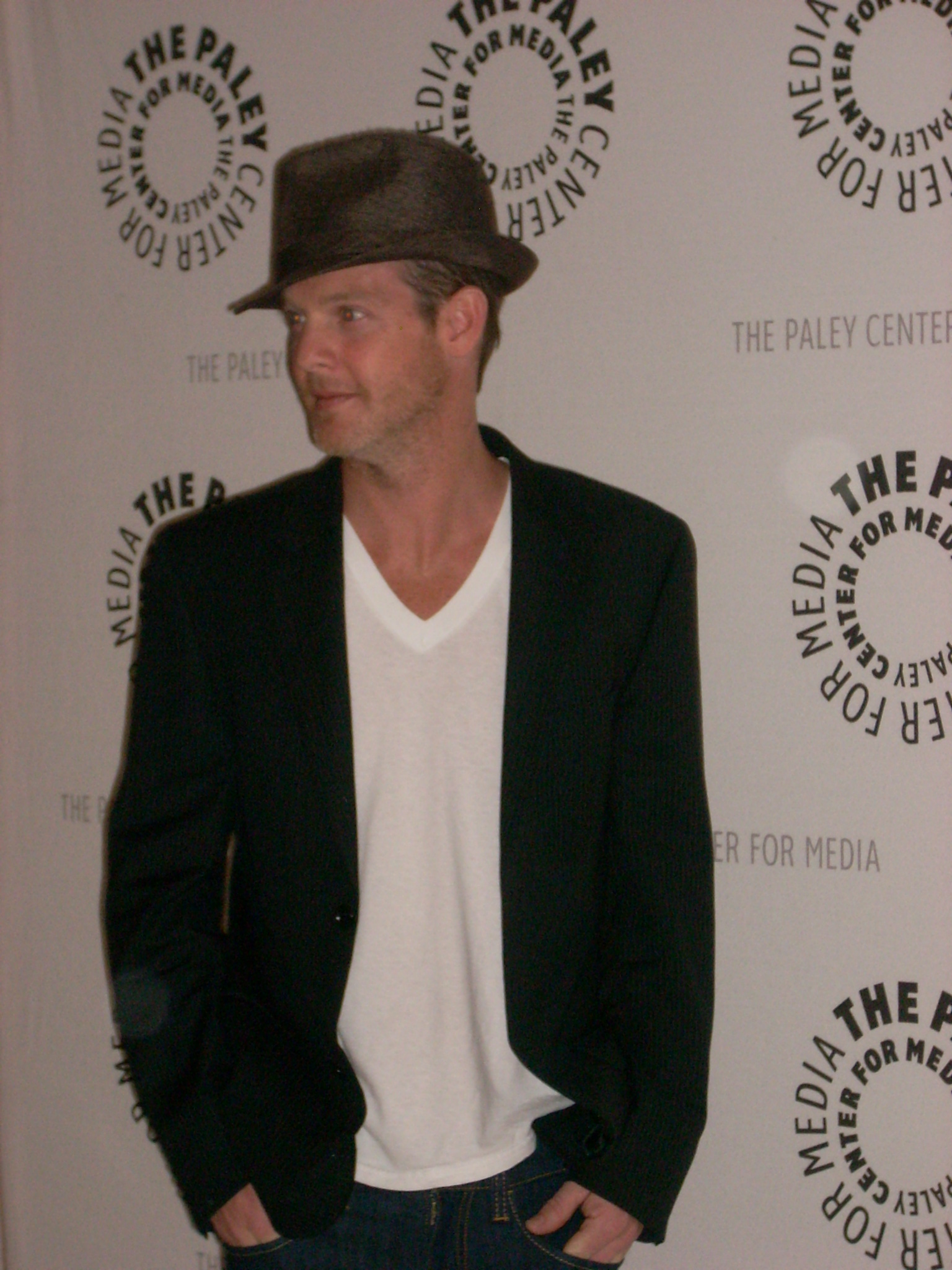

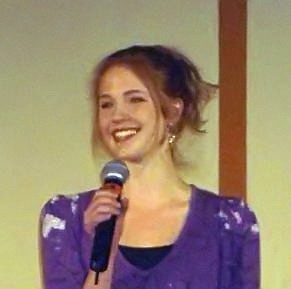

Агенти ФБР Дейна Скаллі та Фокс Малдер розслідують жорстокий напад тварини на хлопчика в Коннектикуті та підозрюють, що до злочину причетні темні сили.

## Зміст
Істина поза межами досяжного
У містечку Іствуд (Коннектикут) маленький хлопчик Ендрю на дитячому майданчику співає пісеньку з мультфільму і грає із іграшковим клоуном «Містером Реготуном». Його матері дзвонить невідомий чоловік, і вона на хвилину відволікається від піклування про сина. Хлопчик за цей час зникає. Ендрю бачить у лісі Містера Реготуна і слідує за ним. Раптом до переляканого хлопчика з величезною швидкістю наближається невидима небезпека. Через кілька годин ліс починають прочісувати поліцейські, серед них батько Ендрю, офіцер Рік Еггерс. Офіцер Вентворт виявляє на землі роздерте тіло хлопчика. Батько прагне побачити тіло сина, але його утримують інші офіцери.
Скаллі вивчає протокол огляду місця події, в якому йдеться про те, що на хлопчика було скоєно жорстокий напад. За висновком коронера причиною смерті стало удушення внаслідок пошкодження трахеї та перелом зі зміщенням шийних хребців. Шеф поліції Стронг заявляє, що в лісі (за чутками) завівся новий хижак — койвовк, гібрид койота та вовка. На питання поліцейського, що на місці злочину робить ФБР, Малдер пояснює, що вбивства у сім'ях правоохоронців підпадають під юрисдикцію бюро. Стронг та Вентфорт обмінюються здивованими поглядами: поліцейські здивовані, що ФБР вважає цей випадок убивством. Скаллі підозрює, що до злочину може бути причетна людина з кримінальним минулим. Малдер оповідає Скаллі про дивні речі в містечку у минулих віках.
Агенти у морзі оглядають тіло Ендрю. Скаллі погоджується з висновками патологоанатома про настання смерті внаслідок перелому шиї. Однак Малдер помічає на кісточці хлопчика речовину, схожу на білий пісок чи сіль. Тим часом усе місто збирається на поминки Ендрю. Його мати Діана переживає, що церемонія проводиться без тіла хлопчика, яке ще й досі перебуває у агентів ФБР.
Малдер розпитує дружину шефа поліції Анну Стронг та її доньку Емілі, які були присутні на дитячому майданчику в момент зникнення Ендрю. Він також вивчає книги у вітальні. Одна з них присвячена полюванню на відьом у Іствуді. У телевізорі з'являється клоун Містер Реготун; Емілі вигукує, що саме він був у лісі.
У поліцейській дільниці Рік Еггерс переглядає базу даних ґвалтівників і знаходить файл педофіла Мелвіна Пітера. Скаллі повідомляє шефу поліції, що її припущення про вбивство підтверджуються. Вони йдуть розпитати батька хлопчика Еггерса, але той поспіхом залишає ділянку і їде у патрульній машині. Стронг та Скаллі сідають в іншу машину і швидко їдуть за Еггерсом. Рік під'їжджає до будинку Мелвіна, вибиває двері і проходить усередину, але Пітера немає вдома.
Після отримання ордера Малдер та Скаллі обшукують будинок. Скаллі знаходить численні фотографії людини у костюмі клоуна на дитячих вечірках. Малдер виявляє у шафі мавпочку у маленькій клітці, а також вбрання, туфлі та маску Містера Реготуна.
У будинку Стронгів Емілі дивиться телевізор, поки її мати готує обід. Раптом на галявині вона бачить «телепузика». Анна просить доньку вимкнути телевізор, але дівчинка вже зникла. Через кілька годин Малдер і Скаллі оглядають у лісі тіло Емілі, вбитої таким самим способом, як і Ендрю. Малдер завважує, що навколо тіла є магічне соляне коло, яке використовують для заклику духів-фамільярів та виконання заклять. Малдер виявляє, що на місці злочину розташований древній цвинтар пуритан, де чаклуни вивільняли демонів. Він звинувачує Стронга, що той закрив справу про вбивство Ендрю, бо хотів приховати деталі злочину та знав — хтось у містечку займається чаклунством. Шеф поліції визнає правоту слів Малдера. Він розповідає, що зраджував дружині з Діаною і розмовляв із нею телефоном у той момент, коли зник Ендрю. Він переконаний, що вбивства обидвох дітей — його покарання за подружню невірність.
Коли Мелвін Пітер повертається додому, Еггерс нападає на нього і витягає з машини. Він звинувачує Мелвіна у вбивстві Ендрю, хоча той твердить про свою невинність, і жорстоко б'є під тріумфальні крики роззяв. Вентворт, що прибув на місце бійки, відтягує Еггерса убік, але на Мелвіна кидається розлючений натовп і збирається лінчувати його. Малдер зупиняє те дійство, стріляючи в повітря. Раптом Еггерс дістає службову зброю і вбиває Пітера пострілом у голову. Після того, як суд звільняє Еггерса під заставу в 5000 доларів, він заявляє Діані, що знав про її любовний зв'язок із шефом Стронгом. Вентворт надає агентам свідчення — Мелвін в часі злочину був за 40 миль звідти. Діана їде з дому. Раптом вона бачить на дорозі примару Ендрю і, уникаючи зіткнення, вилітає з траси. До машини підходить пекельна хортиця.
Еггерс вривається до будинку шерифа Стронга, де зустрічає Містера Реготуна і безуспішно намагається вбити його. Малдер та Скаллі прибувають до будинку шерифа і бачать, що Стронг застрелив Еггерса. Скаллі бачить надворі розсипану сіль; Малдер також виявляє, що з дому зникла книга заклинань.
Шериф Стронг знаходить розбиту машину Діани і бачить у лісі демона, що прийняв її образ. Ідучи за ним, він проходить повз труп Діани і зустрічає свою дружину Анну, що стоїть у соляному колі. Вона пояснює, що викликала демона, намагаючись помститися чоловікові за інтрижку з Діаною. Малдер і Скаллі стають свідками того, як на Стронга нападає пекельна хортиця і загризає його до смерті, після чого Анна продовжує читати заклинання і мимоволі спалахує. Однак Ґримуар не згорає.
Скаллі та Малдер залишають місто. Коли вони їдуть, карусель, на якій востаннє грав Ендрю, починає обертатися сама собою.

## Зйомки
Зйомки сезону розпочалися в серпні 2017 року у Ванкувері, де знімався попередній сезон разом із оригінальними п'ятьма сезонами серіалу. Режисером епізоду стала Голлі Дейл, яка вперше режисувала «Секретні матеріали», а її участь було оголошено в серпні 2017 року.
Епізод був написаний штатним сценаристом Бенджаміном Ван Алленом, серія стала його першим авторством в серіалі. Він працював помічником сценариста в 10-му сезоні.
Ван Аллен розповів про своє натхнення для цього епізоду в інтерв'ю:
|  | «Мене завжди лякали від персонажів дитячих телевізійних шоу, як-от Телепузики. Є ще одне шоу, яке я бачив, і котре надихнуло на «Бібл-Тігглів», як ми їх називаємо в серіалі, під назвою «Буби». Багато таких дитячих шоу - коли ти дивишся на них, то думаєш: "От дідько! Як я дозволяю своїй дитині це дивитися? Це так ненормально". Дитячі телевізійні шоу завжди викликали у мене страх. Я просто хотів зробити класичний епізод «Секретних матеріалів». Це епізод про монстра тижня, але не в усіх епізодах насправді є монстр. Я дуже хотів мати трохи впізнаваного монстра для епізоду. Ось тут і з’явився містер Реготун. Як у класичних «Секретних матеріалах» відчуваю, я точно хотів встановити це в маленькому місті. Я хотів почати епізод у місті з Малдером і Скаллі - а закінчити у місті з Малдером і Скаллі. Як би мені не подобалися всі історії «Секретних матеріалів», я не хотів бачити офіс «Цілком таємно», і не хотів включати Скіннера в цей епізод. Я просто бажав, щоб це був дуже класичний, окремий епізод про монстра тижня». |

Ідея Ван Аллена щодо «Містера Реготуна» виникла в старому британському дитячому серіалі під назвою «Jigsaw», де одного персонажа звуть містер Носібонк.

## Показ і відгуки
«Знайомий» отримав загалом позитивні відгуки критиків. На «Rotten Tomatoes» рейтинг схвалення становить 78 % із середньою оцінкою 6,38 із 10 на основі 9 відгуків. Ліз Шеннон Міллер з «IndieWire» сказав: «Дійсно вражає, наскільки „Знайомий“ був схожий на старовинний епізод „Секретних матеріалів“, враховуючи, що як його сценарист (новачок Бенджамін Ван Аллен), так і режисер (добре відома канадійка Голлі Дейл, друга жінка, найнята режисером цього сезону та четверта загалом у 218-ти епізодах шоу) ніколи раніше не працювали над серіалом. Чистий і прямий у своєму окремому підході, це не була найзакрученіша з таємниць, але створювала надприродну дивовижність. Яку ми з любов'ю пам'ятаємо із перших років серіалу.»
Під час початкової трансляції в США 7 березня 2018 року його переглянули 3,46 мільйона глядачів — що більше, ніж у попереднього епізоду, який мав 3,23 мільйона глядачів.
У грудні 2018 року Тім Сайретт з «TV Guide» назвав персонажа «Familiar» Mr. Chuckleteeth найкращим телевізійним лиходієм 2018 року: У «Знайомому» «Секретні матеріали» повернулися до класичного формату монстра тижня з містером Реготуном — іграшкою, заснованою на персонажі з дитячого серіалу, який оживає та вбиває людей. Це насправді демон, але навіть якби це не було, ми б все одно помочили свої штани".
Станом на жовень 2022 року на сайті «IMDb» серія отримала 8.0 бала підтримки з можливих 10 при 2636 голосах користувачів. Оглядач Мет Фаулер для «IGN» писав так: «„Знайомий“ був суцільним, самодостатнім епізодом тижня, який часом ставав дуже темним, але він трохи коливався через непотрібні та заплутані повідомлення.».
В огляді «IndieWire» зазначено так: «Як завжди в „Секретних матеріалах“, ми приймаємо те, що отримуємо. І, найчастіше вдячні, що взагалі це отримуємо.» Оглядач Кріс Лонго для «Den of Geek» зазначав так: «Незалежно від того, чи це люди, які не знають, як впоратися з болем втрати, чи пуритани, які живуть у страху перед тим, чого вони не розуміють, наша велика людська вада полягає в тому, що ми постійно дозволяємо емоціям брати верх над нами. Малдер це добре знає. Скаллі набагато частіше емоційно стримана. Ось чому це партнерство тривало стільки років. Але пам'ятаєте, як я сказав, що час не змінює людей? 25 років тому безстрашний Фокс Малдер стрибнув у темряву (і світло) в Орегоні. Загалом люди можуть не змінитися, але час справді має спосіб пом'якшити деяких із нас. У „Знайомому“ Малдер, який серйозно все це бачив і ледве здригнувся м'язом, щиро вражений дивним мавпеням у клітці. Поговоріть про те, щоб показати нам щось нове.»

## Знімалися
| Актор                 | Роль            |
| --------------------- | --------------- |
| Девід Духовни         | Фокс Малдер     |
| Джилліан Андерсон     | Дейна Скаллі    |
| Алекс Картер          | Чіф Стронг      |
| Джейсон Грей-Стенфорд | Офіцер Еггерс   |
| Ерін Чемберс          | Анна Стронг     |
| Шерон Тейлор          | Діана Еггерс    |
| Роджер Кросс          | Офіцер Вентворт |